# Václav Pozdílek
Václav Pozdílek (22. září 1885 – 1952) byl československý politik a meziválečný poslanec Národního shromáždění za Republikánskou stranu zemědělského a malorolnického lidu (agrárníky).

## Biografie
Profesí byl dle údajů z roku 1935 rolníkem v Nahořanech. Byl zde obecním kronikářem. Zastával funkci důvěrníka místní a okresní organizace agrární strany. Působil v obecní samosprávě a místních spolcích. Pocházel ze starousedlého rolnického rodu. Jeho děd Václav Pozdílek (1820–1884) byl členem obecního zastupitelstva od roku 1850 a v 2. polovině 19. století starostou obce. Otec Václav Pozdílek (1858–1930) byl mladočeským regionálním funkcionářem, koncem 19. století starostou obce a okresním starostou.
V parlamentních volbách v roce 1929 získal poslanecké křeslo v Národním shromáždění. Mandát obhájil v parlamentních volbách v roce 1935. Poslanecký post si oficiálně podržel do zrušení parlamentu roku 1939, přičemž v prosinci 1938 ještě přestoupil do poslaneckého klubu nově ustavené Strany národní jednoty.
Za protektorátu byl jmenován do funkce okresního vedoucího Národního souručenství. Na tento post regiznoval na podzim 1940. Po roce 1945 se stáhl z politického života.